# Вековая лиственница
Вековая лиственница — одно из старейших деревьев города Екатеринбурга, лиственница сибирская возрастом 200—220 лет, ботанический памятник природы.

## Географическое положение
Природный памятник расположен в центральной части Екатеринбурга, в Ленинском районе, южнее перекрёстка улиц 8 Марта и Декабристов. Поблизости находятся такие памятники архитектуры как Ново-Тихвинский монастырь и Царский мост. Улица Декабристов (бывший Александровский проспект) начинается от стен монастыря и спускается мимо Вековой лиственницы в долину Исети, пересекая реку по Царскому мосту и переходя далее на восток в исторический Сибирский тракт.

## История
В 2001 году Постановлением Правительства Свердловской области от 17 января 2001 года № 41-ПП вековая лиственница была объявлена ботаническим памятником природы. Этим же правовым актом охрана объекта возложена на администрацию Ленинского района Екатеринбурга. Площадь особо охраняемой природной территории составляет 0,01 га.